# Mouvement d'évolution sociale de l'Afrique noire
Le Mouvement pour l'évolution sociale de l'Afrique noire, abrégé MESAN, est un mouvement politique français puis centrafricain fondé le 28 septembre 1949 à Bangui (Oubangui-Chari), par Barthélemy Boganda. Aboli le 24 novembre 1979, il est réhabilité après l'établissement du multipartisme.

## Histoire

### Origines (1949-1962)
À l’origine mouvement de libération nationale de l’Afrique noire pour l'indépendance, il se charge de « promouvoir l'évolution politique, économique et sociale de l'Afrique noire, renverser les barrières du tribalisme et du racisme, substituer à la notion dégradante de subordination coloniale, la notion plus humaine de fraternité et de coopération ». Le programme du parti tient en 5 verbes définissant 5 besoins fondamentaux : Nourrir, Vêtir, Guérir, Instruire, Loger.

### Parti unique (1962-1979)
Le MESAN, parti du chef de l'État David Dacko, est institué en tant que parti unique en décembre 1962 par une loi constitutionnelle. En Juin 1964, lors du 2e Congrès du parti à Berbérati, le Sängö véhiculaire est proclamé en langue nationale du pays.
Il demeure parti unique sous la présidence de Jean-Bedel Bokassa, y compris lorsque le pays est proclamé Empire centrafricain par le désormais empereur Bokassa Ier. Après le renversement de Bokassa en 1979, David Dacko revient au pouvoir, dissout le MESAN et crée l'Union démocratique centrafricaine (en), qui tente un moment de s'imposer en tant que nouveau parti unique, avant que le Centrafrique ne repasse finalement officiellement au multipartisme et ne tienne des élections libres en 1981.

### Multipartisme
Après la mise en place du multipartisme, le Mesan réhabilité, obtient un siège de député aux élections législatives du 22 août 1993. Le Mesan connait une division en deux factions, dirigées par Prosper Lavodrama et Joseph Ngbangadibo. Ce dernier dirige, alors, le MESAN Boganda.

## Dirigeants
Sept fondateurs participent au premier comité directeur du parti en 1949 : Barthelémy Boganda, Maurice Yabada, Georges Mandayen, François Kopagou, Paul Bangui-Ducasse, Barnabé Nzilavo et Charles Ondomat.
- Barthélemy Boganda, fondateur en 1949
- Étienne Ngounio, Président du parti en 1959
- David Dacko
- Jean-Bedel Bokassa, Président du Mesan à partir de 1967
- Fidèle Ogbami
- Prosper Lavodrama
- Jean-Baptiste Koba

## Congrès
- 1962 : 1er congrès à Bambari
- juin 1964 : 2e congrès à Berbérati
- du 10 novembre 1976 au 4 décembre 1976 : congrès extraordinaire, proclamation de l'Empire centrafricain